# Церковь Богоматери Фатимы
Церковь Богоматери Фа́тимы (фр. Église de Notre Dame de Fatima) —  здание, в котором расположена церковь, находится в городе Мамуцу в заморском департаменте Франции — Майотте.

## Описание
Церковь Богоматери Фатимы построена в 1957 году. Находится в прямом подчинении апостольского викариата архипелага Коморских островов (Apostolicus Vicariatus Insularum Comorensium or Vicariat apostolique de l'archipel des Comores), созданного в 2010 году Папой Римским Бенедиктом XVI.
Церковь посвящена Фатимскому явлению Девы Марии.